# BASF
BASF SE (tidigare Badische Anilin- & Soda-Fabrik; SE är förkortning för Societas Europaea) är en tysk kemikoncern grundad 1865 med säte i Ludwigshafen.
BASF är en av världens största kemikalietillverkare. 1925-1952 ingick det i IG Farben. BASF-aktier handlas på börserna i New York, London, Zürich och Paris.

## Historia

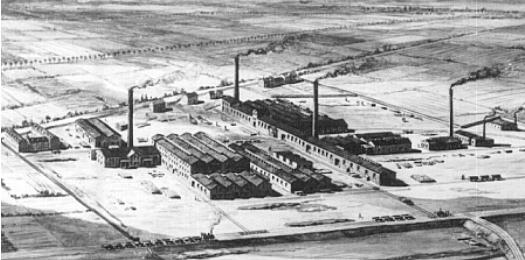
BASF-Werk Ludwigshafen 1866.

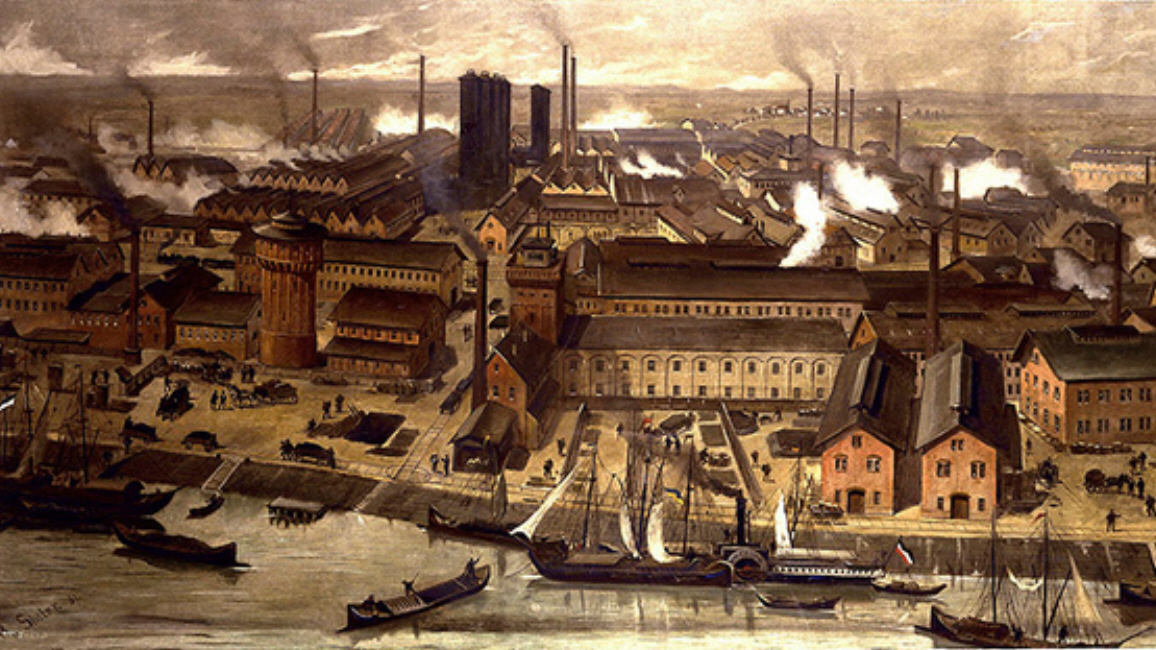
BASF-Werk Ludwigshafen 1881.

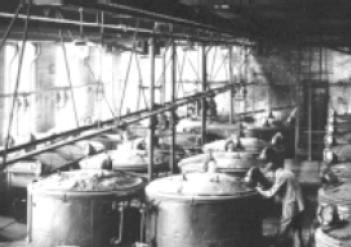
Indigoproduktion hos BASF omkring 1890.

Friedrich Engelhorn grundade BASF 6 april 1865 som Badische Anilin- und Soda-Fabrik i Jungbusch i Mannheim. Företagets rötter kan räknas till Badische Gesellschaft für Gasbeleuchtung som grundades 1848 av Engelhorn. Företaget försökte ta till vara den stenkolstjära som blev en restprodukt vid framställningen av lysgas. Man började därför fundera kring att göra tjärfärgämnen och färgämnen på anilinbas för textilindustrin – BASF grundades för detta ändamål. Tiden i Mannheim blev inte långvarig då företaget redan efter en vecka flyttade över Rhen till Ludwigshafen som då var en del av det bayeriska Rheinpfalz. Den stora orsaken var subventioner som gavs av den bayerske kungen Maximilian II för att företag skulle etablera sig.

### Omvandling till världskoncern
Företaget började producera färgämnen utifrån tjära och produkter kopplade till detta. Snart började det också tillverka färgämnen för textilindustrin. Det byggde ut och köpte upp företag och blev en av världens ledande tillverkare av färgmedel. Bland färger man tog fram märks alizarin, eosin, auramin, metylenblått och azofärgämnen. 1880 inleddes forskningen kring syntetisk tillverkning, och 17 år senare efter stora finansiella investeringar hade man tagit fram ett sätt – Heumann-syntesen (Heumann-Synthese). Under samma period startade företagets internationalisering med bolag i Frankrike, Ryssland och USA. Vid Parisutställningen lanserade man sig som världens största kemifabrik. 1901 presenterade BASF Indanthren-färger som med tiden ersatte indigofärgerna. Från 1880-talet byggde man upp vad som kan kallas en patriarkalisk socialpolitik där man från företagets sida byggde arbetarbostäder, bibliotek och idrottshall. De första stegen hade tagits redan under 1860-talet då man skapade en företagshälsovård. BASF har fortfarande idag flera till företaget knutna fritidsaktiviter som tennisklubben BASF TC, sångkören Gesangverein der BASF Aktiengesellschaft e.V. (grundad 1892) och simklubben BASF Badegesellschaft e.V.
1903 inleddes planeringen av skapandet av en kartell (trust) mellan Tysklands ledande kemiföretag: BASF tillsammans med Bayer AG och Agfa. Det var Bayers Carl Duisberg som drev på tanken om en trust med förebilden i Standard Oil. Till en början var även Hoechst med i bilden men ändrade sedan sin strategi, bland annat via köpet av Cassella. BASF, Bayer och Agfa bildade 1904 IG Farben. Företagen var fortfarande självständiga och det handlade om ett djupgående samarbete och kallades också Dreibund.
Precis som andra storföretag i Tyskland inriktade sig BASF i början av 1900-talet på att vara en del av rustningsindustrin. BASF forskade på ammoniaksyntesen som via utvecklingen av Haber-Boschmetoden av Fritz Haber och Carl Bosch blev en viktig del av produktionen. Fritz Haber tilldelades 1918 Nobelpriset i kemi för metoden. 1913 började produktionen av ammoniak där BASF fick en monopolställning. Ammoniak tillsammans med salpeter kom att bli viktiga delar i tillverkningen av sprängmedel och skottpulver. Man tillverkade även för giftgasframställning. Produkten Zyklon-B som flitigt användes i koncentrationslägren i bl.a. Auschwitz, var en av produkterna som tillverkades av denna koncern. BASF kunde expandera inom området under kriget, bland annat byggdes fabriken i Oppau ut och Leunawerke byggdes. Man började även att producera konstgödsel.
Företaget blev 1919 det första i kemiindustrin som skrev under avtal med facken, vilket minskade arbetstiden och gav facket inflytande via ett Betriebsrat. En strejk 1921 vid Leunawerke med 2000 deltagare slogs ner av Reichswehr och säkerhetspolis.
1921 inträffade en av de största kemiolyckorna då fabriken i Oppau sprängdes i luften. 565 människor omkom och över 2000 människor skadades. Alla hus i Oppau blev helt eller delvis förstörda. Även andra delar av Ludwigshafen och Mannheim fick stora skador. 7500 människor blev hemlösa när 900 bostäder förstördes i Oppau. Vid lagerbyggnaden skapades en krater med ett djup på 19 meter och en bredd på 90 meter. Det var i ett lager för konstgödsel som en explosion ägde rum och explosionen ska ha hörts ända till Frankfurt am Main 80 km bort.
1923 införde man den så kallade Anilindollarn då inflationen nådde sin höjdpunkt. Samma år skapade kemisten Matthias Pier metanolsyntesen.

### BASF i IG Farben
Huvudartikel: IG Farben
Efter första världskriget beslagtogs patent och fabrikerna monterades ned – BASF hamnade i en svår kris. Detta tillsammans med att man förlorade de viktiga exportmarknaderna gjorde att man förlorade sin ställning på världsmarknaden trots en snabb återuppbyggnad. Detta gällde hela den tyska kemi- och läkemedelsindustrin vilket förde med sig grundandet av IG Farben 1925. Ett djupare och bredare samarbete hade inletts tidigare då företagens färgproduktion på ett tidigt stadium förlorat marknader och gått samman: BASF, Bayer och Agfa från det ursprungliga samarbetet gick samman i ett gemensamt företag med Hoechst AG, Griesheim Elektron (idag Messer Griesheim) och Weiler-ter-Meer för att styra och sina färgproduktioner. En annan viktig orsak till beslutet om samgående var amerikanska DuPonts starka ställning. 1923 inleddes förhandlingarna om samgående.
BASF blev grunden för IG Farben då man förde över de andra företagens tillgångar till BASF. Hoechst AG (med Cassella och Kalle & Co. AG) var de första som gick in i BASF och snart följde Bayer, Agfa, Griesheim Elektron och Weiler-ter-Meer. 2 december 1925 var fusionen slutföljd då BASF antog namnet IG Farben (I.G. Farbenindustrie AG). Huvudkontoret förlades till Frankfurt am Main. Den nya koncernen hade omsättning på 1,1 miljarder riksmark och 80 000 anställda. IG Farben tillverkade senare gasen Zyklon B som användes i nazisternas dödsläger.
25 mars 1945 ockuperades anläggningarna i Ludwigshafen av allierade trupper. Produktionen togs upp under fransk kontroll. Då hade fabrikerna redan förstörts till stora delar under bombanfall. 28 juli 1948 skedde en stor explosion vid fabriken i Ludwigshafen som ödelade området; 207 människor omkom och 3818 skadades.
1952 kom beslutet om att BASF skulle bli ett självständigt företag: Ur IG Farben skapades nu 12 företag: BASF, Cassella GmbH, Chemische Werke Hüls AG, Bayer AG, Hoechst AG, Duisburger Kupferhütte AG, Kalle & Co. AG, Wacker-Chemie, Dynamit AG, Wasag Chemie AG och Mainkur AG. Inget av dessa företag är rättslig efterträdare till IG Farben då företaget likviderades 1 januari 1952 och blev I.G. Farbenindustrie AG i.L.

### BASF åter självständigt

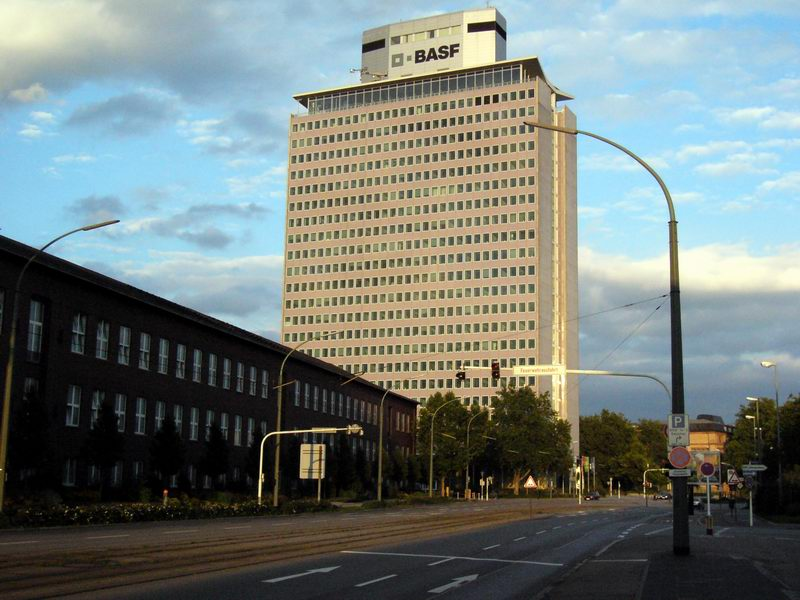
BASF-Hochhaus.

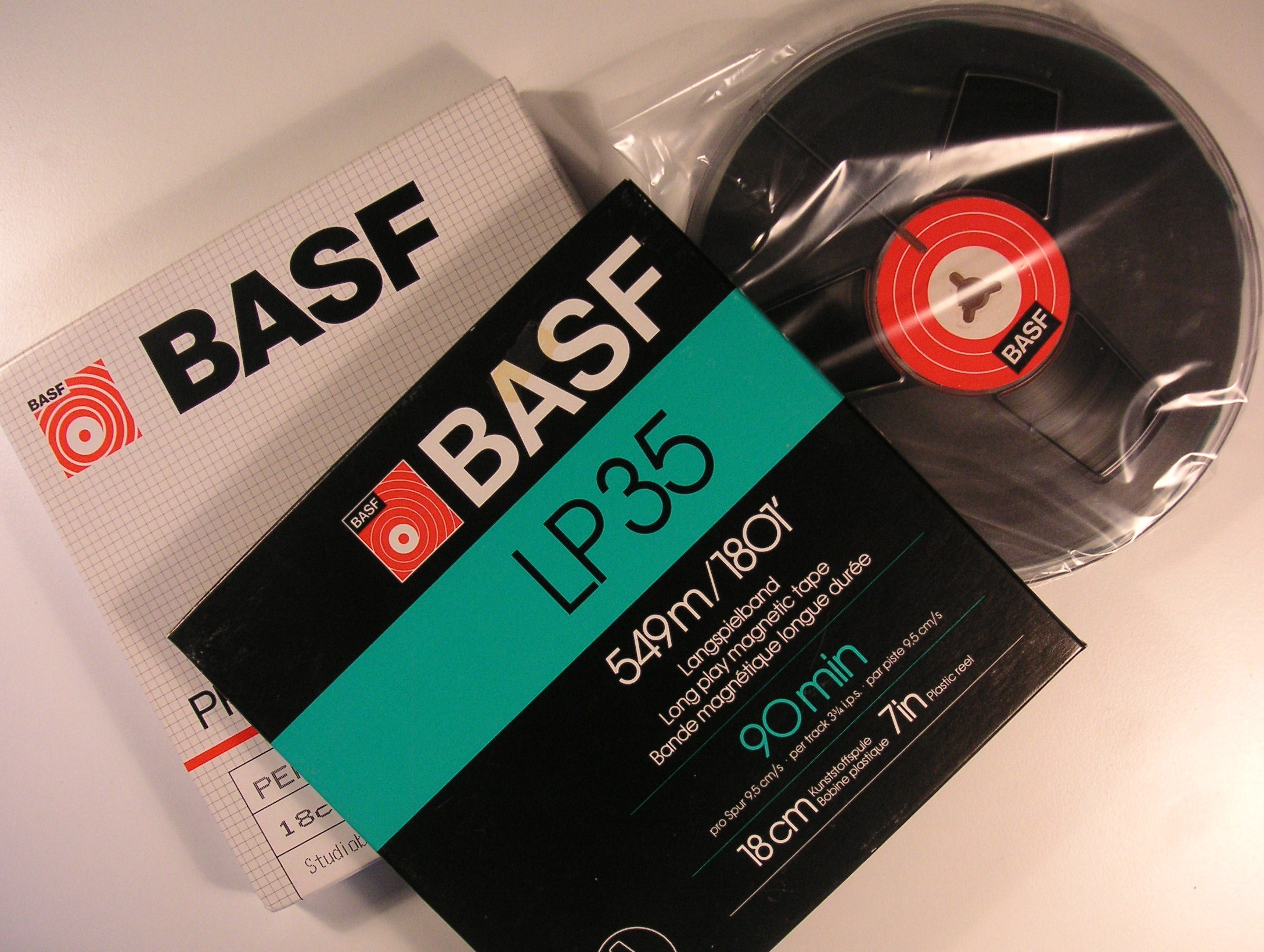
BASF magnetband 1970-tal.

Badische Anilin- & Soda-Fabrik Aktiengesellschaft blev det nygamla namnet på det självständiga BASF. Produktionen riktade nu in sig alltmer på plast som under 1950-talet började användas i en rasande takt. 1954–1957 byggdes det nya huvudkontoret i Ludwigshafen, Friedrich-Engelhorn-Hochhaus, som syns över hela staden. 1953 skedde en tredje större olycka i BASF:s historia, då 44 personer i Ludwigshafen utsattes för giftet dioxin. De insjuknade i klorakne och några blev svårt sjuka med fara för livet. Efter att en av de anställda avlidit som en följd av dioxinförgiftning spärrade man av fabriksdelen och lät riva byggnaden.
Efterkrigstiden innebar också en ny internationalisering av företaget, där man byggde upp produktionsanläggningar utomlands. Anläggningar byggdes runt om i Europa, framför allt i Frankrike, Belgien, Storbritannien och Spanien. Man byggde även fabriker i USA, Mexico, Argentina, Brasilien, Japan och Australien. I Antwerpen kom anläggningen att växa till den näst största BASF-anläggningen i Europa. Ett samriskföretag skapades med Dow Chemical i Texas under namnet Dow Badische Chemical Company.
Under 1960-talet breddade företaget sin verksamhet med målet att göra mer konsumentprodukter och förädlingsprodukter. 1965 tog det över en av Europas största lackindustrier i M. Winkelmann AG (Glasurit), och denna verksamhet utökades 1967 genom uppköpen av Dr. Beck & Co. AG och Herbol-Werke Herbig Haarhaus AG. Idag går BASF:s lackverksamhet under namnet BASF Coatings. 1966 inledde man ett nytt steg i konsumentdelen då man öppnade sin fabrik i Willstätt utanför Kehl för tillverkning av ljud- och filmkassetter. 1968 gick BASF också in i läkemedelsbranschen i och med uppköpet av Nordmark-Werke i Hamburg. Aktiviteterna i USA stärktes genom köpet av Wyandotte Chemicals Corporation.
Tillsammans med AEG hade IG Farben presenterat den första bandspelaren (magnetofonen) på 1930-talet. På 1960- och 1970-talen var BASF ett av de vanligaste märkena som tillverkare av såväl rullband som kassettband.

### BASF AG
1973 antogs BASF som officiellt företagsnamn. 1975 satsade företaget vidare inom läkemedel genom att gå in i Knoll AG som 1982 blev ett helägt dotterbolag. 1969 hade man säkrat försörjningen av inhemskt råmaterial via köpet av Wintershall i Kassel som genom en fusion med Salzdetfurth AG och Burbach-Kaliwerke AG blev K+S AG. 1970 följde ett gemensamt bolag tillsammans med Shell: Rheinischen Olefinwerken för framställning av polypropen. 1973 följde den första oljekrisen.

## BASF sedan 2001

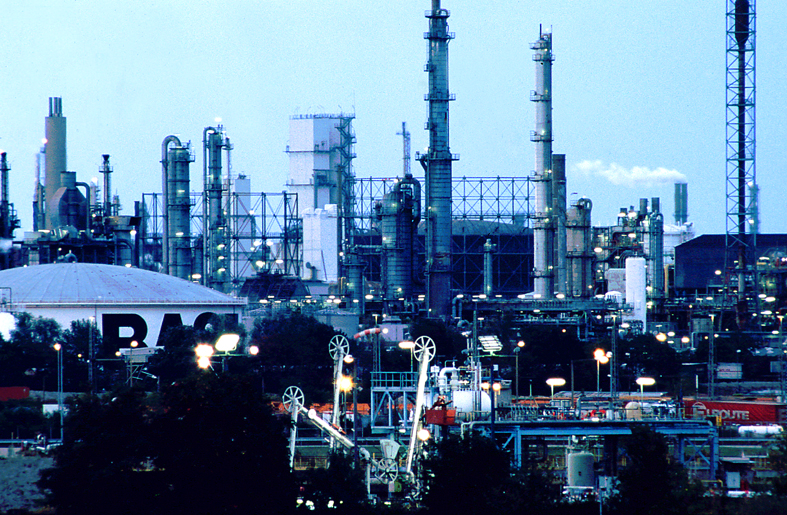
BASF, Ludwigshafen år 2005.

2001 sålde BASF sina läkemedelsdelar till amerikanska Abbott Laboratories Inc. för att koncentrera sig på den traditionella kärnverksamheten. 2004 lanserade styrelseordförande Jürgen Hambrecht strategin BASF 2015. Samtidigt lanserades en reviderad logotyp med sloganen BASF, The Chemical Company. Företaget ska alltså satsa på tillväxt inom kärnområdet och internationalisering är en viktig del i detta. 
2005 startades produktionen i Nanjing. Uppförandet av anläggningen kostade 2,9 miljarder euro och är företagets tredje största anläggning efter Ludwigshafen och Antwerpen. Asien är en viktig del i BASF:s aktuella utbyggnadsplaner.
I början av 2006 tog BASF Engelhard Corp i USA och i juli följde uppköpet av Johnson Polymer. Målet är att stärka närvaron på den nordamerikanska marknaden. Man planerar att öppna en ny anläggning i Freeport i Texas under 2007 samtidigt som man lägger ner anläggningarna i Aberdeen, Mississippi och Portsmouth, Virginia. I mars 2006 tog man över Degussas byggkemidel för 2,8 miljarder euro.

## Viktiga produktionsorter
- Ludwigshafen
- Münster (BASF Coatings GmbH)
- Schwarzheide (BASF Schwarzheide GmbH)
- Antwerpen, Belgien
- Port Arthur, Texas, USA
- Freeport, Texas, USA
- Geismar, Louisiana, USA
- Altamira, Mexiko
- Kuantan, Malaysia
- Nanjing, Kina (BASF-YPC, samriskföretag med Sinopec)

## Personer
- Friedrich Engelhorn
- Carl Duisberg
- Fritz Haber
- Carl Bosch
- Walter Reppe
- Alwin Mittasch
- Matthias Pier
- Jürgen Strube
- Jürgen Hambrecht
- Eggert Voscherau